# Дорога мрій
«Дорога мрій» (англ. The Road of Dreams) — збірка поезії англійської детективної письменниці Агати Крісті. Опублікована в січні 1925 року. Але Агата Крісті не згадує книгу в своїй автобіографії.

## Книга
Книга складається з чотирьох розділів:
- Маска з Італії
- Балади
- Мрії і фантазії
- Інші вірші